# Xã Jenks, Quận Forest, Pennsylvania
Xã Jenks (tiếng Anh: Jenks Township) là một xã thuộc quận Forest, tiểu bang Pennsylvania, Hoa Kỳ. Năm 2010, dân số của xã này là 3.629 người.